# Pisano, Piemonte
Pisano är en ort och kommun i provinsen Novara i regionen Piemonte i Italien. Kommunen hade 816 invånare (2018).